# Кариба (гребля)

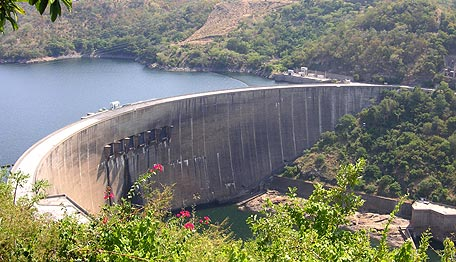
Гребля Кариба

Кариба — бетонна арочна гребля на річці Замбезі в ущелині Кариба, на кордоні між Замбією та Зімбабве.
Будівництво тривало з 1955 по 1959 рік. Гребля 579 м завдовжки має висоту 128 м і об'єм понад мільйон кубометрів і містить дві гідроелектростанції, південну та північну. Південна станція керується Зімбабве і почала працювати одразу після закінчення будівництва греблі та заповнення озера Кариба. Північна станція, яка належить Замбії, внаслідок переважно політичних причин була збудована та запущена в експлуатацію тільки в 1977 році. Обидві станції мають загальну потужність 1 320 МВт і щороку постачають 6 400 ГВт-годин електроенергії до промислових областей Замбії (Мідний пояс) і Зімбабве. Це найголовніше джерело електрики для обох країн. Під час будівництва греблі загинуло понад 100 робітників.
Автодорога, прокладена по верху греблі, є одним із нечисленних місць, де шляхи сполучення перетинають Замбезі, і приймає на себе потужний транспортний потік між Замбією і Зімбабве.
До будівництва Асуанської ГЕС в Єгипті Кариба була найвищою греблею в Африці. Озеро Кариба, створене греблею, має 280 км завдовжки і містить 180 км³ води. З території, яка була затоплена озером, було переселено близько 57 000 осіб, серед них близько 30 000 представників племінного народу батонка. Також у 1960–1961 роках була проведена так звана Операція «Ной», під час якої на території майбутнього озера відловлювались і вивозились за її межі дикі тварини; всього було евакуйовано понад 6000 крупних тварин і безліч дрібних.
Спочатку будівництво греблі викликало незадоволення багатьох африканців, які бачили в ній символ непопулярної Федерації Родезії та Ньясаленду (яка розпалася в 1963 році). Однак пізніше незадоволення вщухло після того, як Кариба довела свою користь як джерело дешевої електрики для замбійської мідеплавильної промисловості.